# Scuola superiore della magistratura

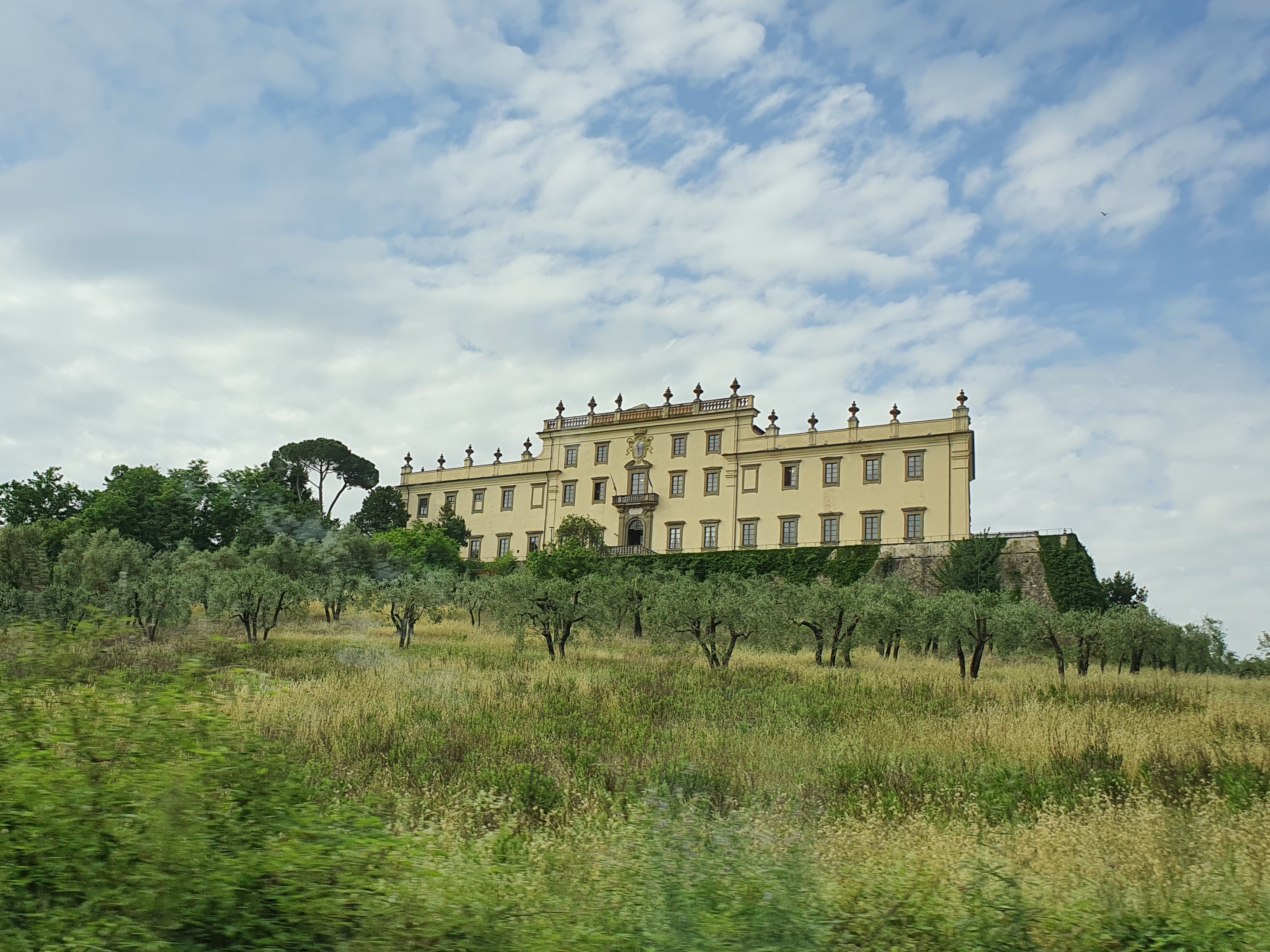
Villa Castel Pulci (Scandicci), sede della Scuola superiore della magistratura

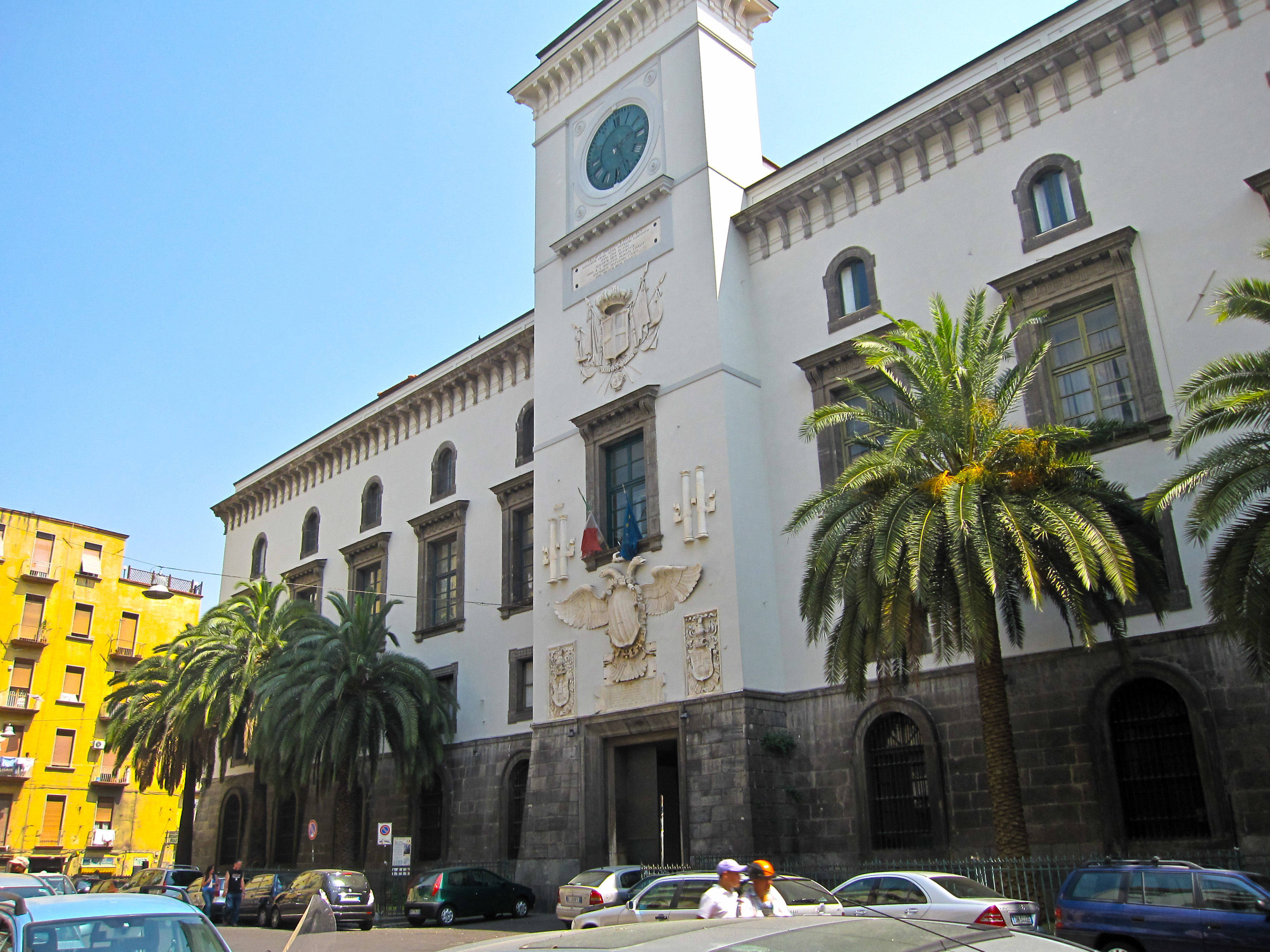
Castel Capuano (Napoli) sede della Scuola superiore della magistratura

La Scuola superiore della magistratura (in acronimo, SSM) è un ente autonomo italiano, con personalità giuridica di diritto pubblico, con competenza esclusiva in materia di formazione e di aggiornamento professionale degli appartenenti all'ordine giudiziario in Italia.

## Storia
È stata istituita dalla cosiddetta riforma Castelli nel 2006, con la previsione di 3 sedi, che avrebbero raccolto i magistrati su base territoriale: una sede per i magistrati in servizio al Nord, una sede per quelli in servizio al Centro ed in Sardegna ed una sede per i magistrati in servizio nel sud Italia ed in Sicilia. L'opzione territoriale è scomparsa con la successiva riforma Mastella del 2007. Con l'ulteriore modifica del 2012, si è eliminato l'obbligo di tripartizione delle sedi.
In base anche a quanto stabilito dal Consiglio di Stato in data 17 gennaio 2012, le sedi originariamente previste avrebbero dovuto essere nelle città di Benevento, Bergamo e Firenze. Le due sedi operative effettivamente realizzate sono quelle di Scandicci (nella città metropolitana di Firenze), nella struttura di Villa di Castelpulci, inaugurata il 15 ottobre 2012, e quella di Napoli, nella struttura di Castel Capuano inaugurata il 15 maggio 2023.
Dal gennaio 2013 la Scuola svolge in modo esclusivo la formazione nazionale dei magistrati presso la sede di Scandicci. Nel 2013, oltre alle altre attività formative, sono stati organizzati 78 corsi ordinari di “formazione permanente”, con l'impiego di oltre 850 formatori provenienti dalla magistratura, dall'avvocatura e dall'università. Nel 2014 sono si sono svolti 91 corsi di formazione permanente; per il 2015 ne sono previsti 114.

## Attività della Scuola
Per i magistrati ordinari sono previste le seguenti attività formative:
- "formazione iniziale" (per i magistrati in tirocinio);
- "formazione permanente" per i magistrati togati (attuata in sede nazionale ed in sede locale)
- formazione per i dirigenti degli uffici;
- "formazione permanente" per i magistrati onorari (attuata in sede nazionale ed in sede locale);
- “formazione internazionale”.

La “formazione permanente”, precedentemente attuata dal CSM (IX Commissione), dall'autunno 2012 è passata gradualmente alla Scuola superiore della magistratura.

## Organi e struttura organizzativa
La sede amministrativa è in Roma. Sono organi della Scuola:
- il Comitato direttivo;
- il Presidente;
- il Segretario generale.

Il Comitato direttivo è composto da 12 membri. Sette devono essere magistrati, anche in quiescenza, che abbiano conseguito almeno la terza valutazione di professionalità (ossia che abbiano almeno 12 anni di servizio). Tre sono docenti universitari, anche in quiescenza, e due avvocati. Il CSM nomina sei magistrati e un professore universitario; il Ministro della Giustizia gli altri componenti.
Il Presidente è eletto ogni 2 anni in seno ai componenti del Comitato direttivo, è affiancato da due vicepresidenti. Dal 2024 il primo incarico è ricoperto da Silvana Sciarra, Presidente emerito della Corte costituzionale; le vicepresidenti sono Loredana Nazzicone e Laura Condeni (f.f.).
Il Segretario generale è nominato dal Comitato direttivo fra magistrati o dirigenti amministrativi. 
Al funzionamento concorrono i responsabili di settore e i collaboratori esterni.

### Presidenti
- Valerio Onida (2012-2016)
- Gaetano Silvestri (2016-2020)
- Giorgio Lattanzi (2020 - 2024)
- Silvana Sciarra (dal 2024)